# ATP German Open 1986
Il German Open 1986 è stato un torneo di tennis giocato sulla terra rossa. È stata la 80ª edizione del Torneo di Amburgo, che fa parte del Nabisco Grand Prix 1986. Si è giocato al Rothenbaum Tennis Center di Amburgo in Germania, dal 15 al 21 settembre 1986.

## Campioni

### Singolare
Henri Leconte ha battuto in finale  Miloslav Mečíř, 6–2, 5–7, 6–4, 6–2.

### Doppio
Sergio Casal /  Emilio Sánchez hanno battuto in finale  Boris Becker /  Eric Jelen, 6–4, 6–1.